# Comunidade quilombola São Raimundo do Pirativa
São Raimundo do Pirativa é uma comunidade remanescente de quilombo, população tradicional brasileira, localizada no município brasileiro de Santana, no Amapá. A comunidade de São Raimundo do Pirativa é formada por uma população de 13 famílias, constituídas de 115 pessoas, distribuídas em uma área de 23,4184 hectares. O território foi certificado como remanescente de quilombo (reminiscências históricas de antigos quilombos) em 2013, pela Fundação Cultural Palmares.
Esta comunidade teve o Relatório Técnico de Identificação e Delimitação publicado em 2012(etapa da regularização fundiária), tendo recebido a titulação da terra em 41607, pelo INCRA.

## Tombamento
O tombamento de quilombos é previsto pela Constituição Brasileira de 1988, bastando a certificação pela Fundação Cultural Palmares:
Art. 216. Constituem patrimônio cultural brasileiro os bens de natureza material e imaterial, tomados individualmente ou em conjunto, portadores de referência à identidade, à ação, à memória dos diferentes grupos formadores da sociedade brasileira [...]
§ 5º Ficam tombados todos os documentos e os sítios detentores de reminiscências históricas dos antigos quilombos.
Portanto, a comunidade quilombola de São Raimundo do Pirativa é um patrimônio cultural brasileiro, tendo em vista que recebeu a certificação de ser uma "reminiscência histórica de antigo quilombo" da Fundação Cultural Palmares no ano de 2013.

## Situação territorial
O título da terra (regularização fundiária) proporciona que a comunidade enfrente menos dificuldades para desenvolver a agricultura (como conflitos pela posse da terra com os fazendeiros da região em que se localiza), que solicite o licenciamento ambiental de seu território e solicite políticas sociais e urbanas para melhorias de suas condições de vida, como infraestrutura urbana de redes de energia, água e esgoto.
Povos Tradicionais ou Comunidades Tradicionais são grupos que possuem uma cultura diferenciada da cultura predominante local, que mantêm um modo de vida intimamente ligado ao meio ambiente natural em que vivem. Através de formas próprias: de organização social, do uso do território e dos recursos naturais (com relação de subsistência), sua reprodução sócio-cultural-religiosa utiliza conhecimentos transmitidos oralmente e na prática cotidiana.

## Cobaias humanas
Os moradores da comunidade quilombola São Raimundo do Pirativa contam que, em 2003, um funcionário da Fundação Nacional de Saúde (Funasa) emprestado à Secretaria de Saúde do Amapá, chamado Allan Kardec Gallardo, chegou ao povoado com um pesquisador americano. Allan propôs aos moradores receberem R$ 108 por nove noites de trabalho (R$12 por dia), duas vezes por ano, para ajudar a combater a malária.

Dez pessoas assinaram o contrato com carimbo da Universidade da Flórida sem ler. Nos itens 6 e 7, lia-se:
"Você será solicitado como voluntário para alimentar cem mosquitos no seu braço ou na sua perna para estudos de marcação-recaptura", acompanhado da advertência: "O risco é que você poderá contrair malária".
Todos os participantes contraíram malária e encadearam um grande aumento da incidência de malária no povoado: de 4 para 30 casos. Ao menos um dos moradores teve sérias complicações, precisou de cirurgia e não pode mais trabalhar por conta da doença. A pesquisa "Heterogeneidade dos Vetores da Malária no Brasil" foi suspensa em 14 de dezembro de 2006, pelo Conselho Nacional de Saúde.
Os testes foram patrocinados por duas universidades norte-americanas em parceria com a Secretaria de Saúde do Amapá e coordenada pelo servidor da Fundação Nacional de Saúde (Funasa) Alan Kardec Ribeiro.
Uma denúncia foi feita em 2019 ao Tribunal Regional Federal da 1ª União (TRF-1). Em 2013, o processo de indenização determinou que a União, o estado do Amapá e um servidor público indenizassem cada participante da pesquisa com R$ 50 mil por danos morais. Em 2021, o Ministério Público Federal (MPF) ingressou com pedido de execução da sentença.